# Louis Michel (rugby)
Pour les articles homonymes, voir Louis Michel.
Pas d'image ? Cliquez ici

a Compétitions nationales et continentales officielles uniquement.

b Matchs officiels uniquement.
Louis Michel, né le 18 juillet 1933 à Lyon et mort le 10 juin 2012 à Viriat, est un joueur français de rugby à XIII évoluant au poste de pilier.